# Rubén Díaz de Cerio
Rubén Díaz de Cerio (Logroño, La Rioja, 25 de mayo de 1976) es un exciclista español que fue profesional entre los años 2000 y 2003.
Debutó como profesional en 2000 con el equipo Euskaltel-Euskadi, en el que permaneció toda su carrera.

## Palmarés
No consiguió ninguna victoria como profesional.

## Equipos
- Euskaltel-Euskadi (2000-2003)